# Bovenden
Bovenden – miasto (niem. Flecken) i jednocześnie gmina samodzielna (niem. Einheitsgemeinde) w Niemczech w kraju związkowym Dolna Saksonia, w powiecie Getynga.